# Goderich, Sierra Leone
Goderich este o suburbie a orașului Freetown fiind în situat în regiunea de vest a statului Sierra Leone. Orașul se află amplasat central la aproximativ 13 mile (20 km) de  Freetown.  El a avut în 2004 o populație de 19.209 loc.